# زلزال غرب تركيا 2025
وقع زلزال بلغت شدته 6.19 درجة على مقياس ريختر، مساء الأحد، 10 أغسطس(آب) 2025 في الساعة السابعة و53 دقيقة (19:53:47). بتوقيت تركيا. في ولاية بالي قصر بغرب تركيا، ووقع على عمق 10 كيلومتراً، وشعر بهِ السكان على بُعد نحو 200 كيلومتر في إسطنبول، وذكرت إدارة الكوارث والطوارئ التركية، إن الزلزال أعقبته عدة هزات ارتدادية.
وأفادت وسائل إعلام محلية بانهيار مبنى واحد على الأقل جراء الزلزال.
وقال رئيس بلدية سينديرغي سرحان ساك لقناة "إن تي في" التركية الخاصة إن عشرة مبانِِ انهارت في المدينة التي شكلت مركز الزلزال، ومن بينها مبنى مكون من ثلاثة طوابق في وسط المدينة. وفي اليوم التالي تم احصاء 16 مبنى انهار جراء الهزات.

## الضحايا
أسفر الزلزال عن مقتل امرأة تبلغ من العمر 81 عاماً في بلدة سينديرغي، مركز الزلزال وأصيب 29 آخرون بجروح كحصيلة أولية.